# La Paz
La Paz, (/lɑː ˈpɑːz/), tên chính thức Nuestra Señora de La Paz (phát âm tiếng Tây Ban Nha: [ˈnwes.tɾa seˈɲoɾa ðe la pas]), cũng có tên Chuqi Yapu (Chuquiago) trong tiếng Aymara, là nơi đặt trụ sở chính phủ Cộng hoà Đa dân tộc Bolivia. Với dân số ước tính 789.541 (2015), La Paz là thành phố đông dân thứ ba tại Bolivia (sau Santa Cruz de la Sierra và El Alto). Vùng đô thị của nó, được tạo nên từ La Paz, El Alto và Viacha, là vùng đô thị lớn nhất tại Bolivia, với dân số 2,3 triệu. Đây còn là thủ phủ của departamento La Paz. Thành phố, tọa lạc ở miền tây-trung Bolivia, cách Hồ Titicaca 68 km (42 mi) về phía đông nam, được xây dựng tại một hẽm núi tạo nên bởi sông Choqueyapu và nằm trong một vùng trũng giống đáy bát vây quanh bởi sơn nguyên. Cạnh thành phố là núi Illimani ba đỉnh luôn phủ tuyết, có thể dễ dàng nhìn thấy từ nhiều phần của đất nước. Ở độ cao khoảng 3.650 m (11.975 ft) trên mực nước biển, La Paz là thủ đô cao nhất trên thế giới. Nó nằm ở nơi cao địa, La Paz có khí hậu núi cao cận nhiệt, với mùa hè nhiều mưa và mùa đông khô.
La Paz được thành lập ngày 20 tháng 10, 1548 bởi conquistador người Tây Ban Nha Alonso de Mendoza tại vùng dân cư Inca Laja như một điểm tiếp nối giữa tuyến đường thương mại nối giữa Potosí và Oruro đến Lima; tên đầu đủ của thành phố là Nuestra Señora de La Paz. Thành phố sau đó được chuyển đến vị trí hiện tại trong thung lũng Chuquiago Marka.

## Lịch sử
Địa điểm của La Paz trước đây là một thành phố cổ của người Inca, nó nằm tuyến thương mại chính.
Mặc dù những người xâm lược Tây Ban Nha xâm nhập khu vực Bolivia vào năm 1535, nhưng họ không tìm thấy La Paz cho đến năm 1548. Ban đầu nó là khu vực định cư Native American, Laja, với tên đầy đủ của thành phố là Nuestra Señora de La Paz Đức Bà của Hòa Bình). Tên gọi này được đặt nhầm kỷ niệm sự khôi phục lại hòa bình sau cuộc nổi dậy của Gonzalo Pizarro và những người chinh phục bốn năm trước đó chống lại Blasco Núñez Vela, vị Phó vương đầu tiên của Peru. Thị trấn đã được di chuyển vài ngày sau đó đến vị trí hiện tại của nó ở thung lũng Chuquiago.